# Les Petits Chanteurs de Passy

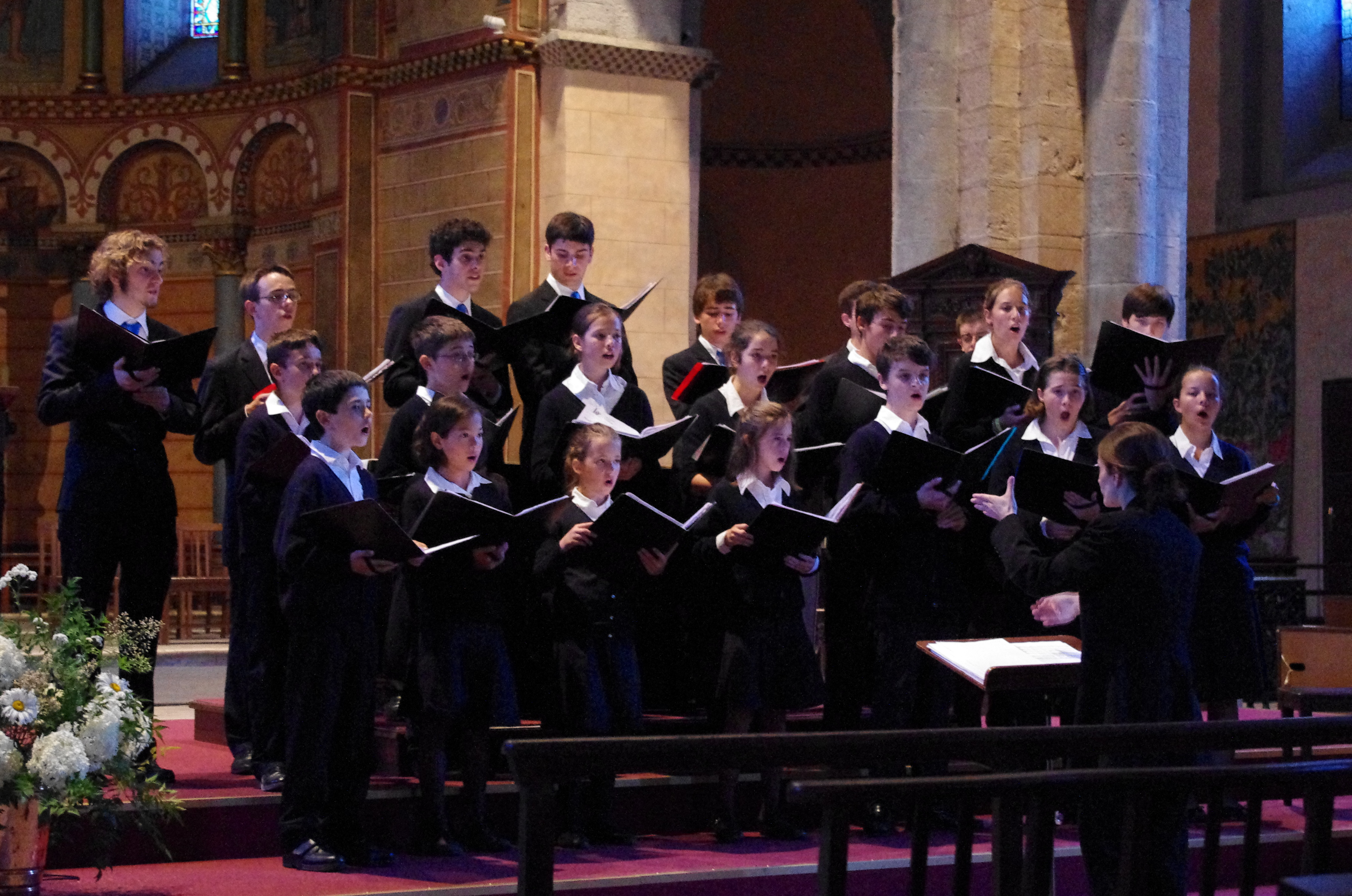
Les Petits Chanteurs de Passy en 2010.

Les Petits Chanteurs de Passy forment un chœur d'enfants mixte. Fondé en 1956 au sein de l'école privée Saint-Jean de Passy dans le 16e arrondissement de Paris, le chœur est installé depuis 2008 à la paroisse Notre-Dame-de-l'Assomption de Passy. Il est affilié à la Fédération Française des Petits Chanteurs, Pueri Cantores France.

## Histoire

### Les débuts à Saint-Jean de Passy
La manécanterie des « Petits Chanteurs de Saint-Jean de Passy » est créée en 1956 par André Revaux, surveillant et professeur de musique au sein de Saint-Jean-de-Passy, institution scolaire réservée au garçons. Le chœur, qui ne comprend alors que des élèves de l'établissement, participe régulièrement aux messes qui y sont célébrées, y donne des concerts et effectue des tournées chaque été. 

### Une association créée en plusieurs étapes
L'association « Les Petits Chanteurs de Saint-Jean de Passy » est enregistrée en mai 1978. Sur le plan institutionnel, elle comprend alors un bureau de trois personnes, le président, le trésorier et le secrétaire, directement élu par l'assemblée générale. 
En janvier 1992, une modification des statuts est enregistrée. Un conseil d'administration vient assister le bureau. Ce conseil comprend des membres de droit: les membres du bureau, mais aussi le chef de chœur et l'aumônier. Les autres membres du conseil sont élus par l'assemblée générale. Cette modification ne remet pas en cause le principe de l'élection du bureau directement par l'assemblée générale.
En 1995, André Revaux prend sa retraite et s'installe dans les Vosges. Emmanuel Marchand, ancien choriste, lui succède comme chef de chœur. 
À partir de 2000, Saint-Jean de Passy acceptant les filles, celles-ci font leur entrée dans le chœur.
En 2005, la direction de Saint-Jean de Passy et les familles constatent la nécessité de faire évoluer les statuts en vue d'améliorer le fonctionnement de l'association. L'assemblée générale vote une nouvelle mouture des statuts en février 2006,. Le conseil d'administration comprend désormais quatre collèges: des représentants de droits de l'établissement Saint-Jean de Passy, du diocèse de Paris, de l'association de parents d'élèves, et des membres élus par les familles des chanteurs. Le bureau comprend désormais un président, un vice-président (l'un des deux devant représenter l'administration de l'école), un trésorier, un secrétaire général, le chef de chœur. 

### L'installation à Notre-Dame-de-l'Assomption de Passy
Après la mise en examen d'Emmanuel Marchand, l'activité reprendra au ralenti jusqu'à juin 2008, sous la direction musicale d'un professeur de musique de Saint-Jean de Passy. Le chœur anime la traditionnelle fête des familles de Saint-Jean de Passy et donne un concert en faveur d'une association d'aide à l'enfance. L'établissement et l'association décident de mettre fin à leur collaboration. 
Les statuts de juin 2008 modifient le nom en Petits Chanteurs de Passy et simplifient le conseil d'administration, désormais formé de membres élus et de personnes qualifiées. Au bureau ne sont imposés que le président, le trésorier et le secrétaire. De droit, le chef de chœur n'est plus membre d'aucune instance.
Munie de ces nouveaux statuts, l'association s'installe à la paroisse Notre-Dame-de-l'Assomption, et choisit comme chef de chœur Béatrice Warcollier, salariée de l'association.
Les statuts sont à nouveau modifiés à la marge en 2010, pour renforcer les pouvoirs du conseil.
L'association s'inscrit désormais parmi les nombreuses instances participant aux activités de la paroisse Notre-Dame-de-l'Assomption de Passy. 

## Agressions sexuelles
En février 2008, son chef de chœur, Emmanuel Marchand, également surveillant dans l'établissement, est mis en examen et écroué pour agression sexuelle sur mineur par personne ayant autorité, à la suite de la plainte d’un jeune choriste qui venait de quitter la manécanterie. Le conseil d'administration de l'association, au vu des éléments de l'enquête, révoque Emmanuel Marchand de sa charge de chef de chœur dès avril 2008. 
À son procès en correctionnelle de septembre 2009, Emmanuel Marchand est condamné à cinq ans de prison ferme pour des agressions sexuelles sur quatre de ses élèves, sur lesquels il pratiquait caresses et fellations après les avoir déshabillés, généralement à son domicile lors de cours particuliers. Cette condamnation est assortie de suivi socio-judiciaire, sous peine de voir la peine aggravée d'un an supplémentaire,. L'association, qui s'était portée partie civile, obtient des dommages et intérêts en raison du préjudice subi.

## Activités

### Projet pédagogique
L'association propose des activités extrascolaires aux jeunes à partir de 8 ans, sans aucune condition d'appartenance à un établissement. L'emploi du temps reste compatible avec le suivi d'une scolarité normale de l'enseignement primaire ou secondaire public ou privé. Les activités comprennent l'apprentissage et les répétitions de pièces de musique, la participation aux liturgies des paroisses du doyenné dont dépend Notre-Dame-de-l'Assomption, les concerts à entrée gratuite ou à visée caritative en cours d'année, les tournées d'été, et la participation à des événements particuliers comme les mariages ou les rassemblements de chœurs d'enfants. Certaines années, le chœur produit un enregistrement. Exceptionnellement, le chœur a participé à une production avec l'Opéra de Paris (voir infra).
La formation proposée est musicale, spirituelle et humaine. Musicale par la préparation et la restitution d'œuvres chorales, mais aussi par le travail des voix au moyen de cours individuels. Spirituelle par un enseignement visant à comprendre la place et le rôle des chants dans les différentes célébrations de la liturgie catholique, et à maîtriser les types d'œuvres religieuses. Humaine par la participation à la préparation des événements: concerts, tournées, et par la prise progressive de responsabilités dans la vie de groupe, notamment pendant les tournées.

### Événements artistiques et spirituels remarquables
- Participation au festival Juin dans le 16e arrondissement organisé par la Mairie d'arrondissement en 2006, puis en 2011, 2013, 2015 et 2017
- Septembre 2008 : participation au chœur de la messe en plein air célébrée par S.S. Benoît XVI au Champ de Mars à Paris
- 19 juillet 2009 : participation à une messe pour la Paix à Saint-Lô[6]
- décembre 2010 : concert caritatif à Moulins-sur-Allier organisé avec le Rotary
- Janvier à mars 2010 : préparation puis participation à la production de l'opéra Der Mond (La lune) de Carl Orff, à l'Opéra de Paris[7]. La préparation est assurée par Charlotte Nessi et l'ensemble Justiniana
- 24 novembre 2013 : concert au profit de l'Unicef
- Juin 2013 : à l'occasion de la fête de la musique : tour de chant dans le hall de la gare Montparnasse à Paris
- 17 décembre 2014 : concert à l'hôpital Corentin Celton (Issy-les-Moulineaux) dans le cadre de l'opération Ma voix pour ton sourire
- 30 mai 2015 (Saint-Symphorien, Versailles) et 12 juin 2015 (Notre-Dame-de-l'Assomption de Passy, Paris) : concert avec les Petits Chanteurs de Saint-François de Versailles au profit de l’Œuvre d'Orient
- 16 décembre 2015 : concert à l'hôpital Georges-Pompidou dans le cadre de Ma voix pour ton sourire
- 11 novembre 2016 : participation au concert des chœurs Pueri Cantores d'Île de France au profit des chrétiens d'Orient

### Tournées
- Juillet 2005 en Normandie : concerts notamment à Bagnoles-de-l'Orne, à l'Abbaye aux Hommes de Caen, à l'église Saint-Michel de Cabourg
- Juillet 2006 en Bretagne
- Juillet 2007 dans le Bordelais, avec huit concerts et trois messes
- 13 au 27 juillet 2009 en Normandie : concerts à Saint-Lô, Saint-Jean-le-Thomas et Cherbourg-Octeville
- 11 au 28 juillet 2010 : concerts à Saint-Gaudens, Saint-Lary-Soulan et Bagnères-de-Luchon, messes à Saint-Gaudens et Bagnères-de-Luchon
- 8 au 21 juillet 2011 en Bretagne : participation à un congrès Pueri Cantores à Rennes puis 6 concerts
- Juillet 2012 dans le Var
- 12 au 26 juillet 2013 en Pologne : 5 concerts
- 8 au 13 juillet 2014 : les Petits Chanteurs accueillent les chœurs participant au congrès international des Pueri Cantores à Paris, et participent à un concert à église Notre-Dame-d'Auteuil
- 14 au 19 juillet 2014 : à la suite de ce congrès, ils donnent quelques concerts dans l'Oise, notamment à l'abbaye de Chaalis
- 4 au 17 juillet 2015 en Mayenne, Ille-et-Vilaine et Orne
- 28 décembre 2015 au 1er janvier 2016 : congrès Pueri Cantores à Rome
- 5 au 12 juillet 2016 dans l'Yonne : 4 concerts
- Juillet 2017 dans la région de Nantes : 3 concerts

## Chefs de chœur
- André Revaux (1956-1995)
- Emmanuel Marchand (1995-2008)
- Béatrice Warcollier (2008-2011)
- Astrid Delaunay (2011-2023)
- Mathias Théry (janvier 2024 à juillet 2024)
- Daniel Asensio Nogueira (depuis septembre 2024)

## Enregistrements
- Un disque 45 tours en 1964
- Missa Brevis et Impropères du Vendredi Saint, de Giovanni Pierluigi da Palestrina, enregistré en 1991
- Heureux d'être Petits Chanteurs (avec Les Petits Chanteurs de Saint-Laurent), enregistré en 2001
- Bach : cantates n° 4 et 64, Schütz : deux concerts spirituels, enregistré en 2007
- Salve, pour les 55 ans des Petits Chanteurs de Passy, enregistré en 2011